# فرناندو لويس (ممثل)
فرناندو لويس (بالبرتغالية: Fernando Luís‏) هو ممثل برتغالي، ولد في 6 مارس 1961 بلشبونة في البرتغال.

## وصلات خارجية
- فرناندو لويس على موقع IMDb (الإنجليزية)
- فرناندو لويس على موقع ألو سيني (الفرنسية)
- فرناندو لويس على موقع أول موفي (الإنجليزية)
- فرناندو لويس على موقع قاعدة بيانات الفيلم (الإنجليزية)
- فرناندو لويس على موقع كينوبويسك (الروسية)